# Arlindo Gomes Furtado
Arlindo kardinál Gomes Furtado (* 15. listopadu 1949, Figueira das Naus) je kapverdský římskokatolický kněz a biskup Santiago de Cabo Verde.

## Život
Narodil se jako čtvrté dítě Ernesta Robala Gomese a Marie Furtado. Pokřtěn byl v srpnu 1951 v kostele svaté Kateřiny. Základní vzdělání získal v Achada Lém. Dne 1. října 1963 vstoupil do Menšího semináře svatého Josefa ke získal středoškolské vzdělání. Poté 11. září 1971 odešel do portugalské Coimbry kde pokračoval ve studiích ve Vyšším semináři. Po absolvování kurzů teologie Institutu teologických studií se roku 1976 vrátil do své rodné země. Dne 9. května 1976 byl biskupem Paulino do Livramento Évorem vysvěcen na jáhna. Jáhenskou službu sloužil ve farnosti Nossa Senhora da Graça v Praia. Na kněze byl vysvěcen 18. července 1976 stejným biskupem a byl jmenován farním vikářem Nossa Senhora da Graça. V letech 1978-1986 byl rektorem Menšího semináře svatého Josefa.
Roku 1986 odešel do Říma studovat na Papežský biblický institut kde získal licenciát z Písma svatého. Roku 1990 se vrátil do Kapverd. Za rok asistoval v oblasti Lém-Dog a Achada São Filipe. Učil angličtinu na Lyceum Domingo Ramos. Dále působil jako učitel biblické řečtiny, hebrejštiny, historie a geografie. Zastával funkci předsedy oddělení Starého zákona Institutu biblických studií v Coimbře. Během svého pobytu v této diecézi, byl farním administrátorem komunit v Amelu a ve Vile Pouce. Spolupracoval v překladatelském týmu "Nova Bíblia dos Capuchinhos", překládající knihy Přísloví, Kazatel, Ben Sirah kde psal své úvody. Roku 1995 se vrátil do Kapverd kde působil ve farnosti Nossa Senhora da Graça. Byl generálním vikářem diecéze Santiago de Cabo Verde.
Dne 14. listopadu 2003 jej papež Jan Pavel II. jmenoval biskupem Mindela. Biskupské svěcení přijal 22. února 2004 z rukou biskupa Paulina do Livramento Évory a spolusvětiteli byli biskup Albino Mamede Cleto a biskup José Câmnate na Bissign. Tuto funkci vykonával do 22. července 2009 kdy byl ustanoven biskupem Santiago de Cabo Verde.
Dne 14. února 2015 jej papež František na konzistoři jmenoval kardinálem s titulem-kardinál kněz ze San Timoteo.